# Jerzy Kamiński (ur. 1945)
Jerzy Jan Kamiński (ur. 4 lipca 1945) – polski inżynier, dyplomata, menedżer i urzędnik, w latach 1994–1996 podsekretarz stanu w Ministerstwie Współpracy Gospodarczej z Zagranicą, były prezes m.in. Nafty Polskiej i Impexmetalu.

## Życiorys
W 1972 ukończył studia na Wydziale Mechanicznym Energetyki i Lotnictwa Politechniki Warszawskiej, następnie do 1985 był starszym asystentem na tej uczelni (początkowo w Instytucie Mechaniki Technicznej, później w Instytucie Transportu) Jednocześnie od 1963 do 1980 działacz i pracownik Zrzeszenia Studentów Polskich. W latach 1980–1983 kształcił się w zakresie stosunków międzynarodowych na Akademii Dyplomatycznej w Moskwie, od 1980 do 1991 pracował w dyplomacji. Został radcą ministra spraw zagranicznych w Departamencie Ameryki Północnej i Południowej, konsulem generalnym RP w Chicago oraz doradcą ministra w Departamencie Polityki Kulturalnej i Naukowej.
W latach 1991–1994 kierował Biurem Turystyki Polskiego Związku Motorowego. Od 4 marca 1994 do 15 czerwca 1996 pełnił funkcję podsekretarza stanu w Ministerstwie Współpracy Gospodarczej z Zagranicą. Następnie w latach 1996–1998 kierował Naftą Polską, później zajmował kierownicze w spółkach zależnych Kredyt Banku i Kolpeksie. W 2001 został prezesem Impexmetalu, a w 2005 – Rafinerii Czechowice. Kierował też radami nadzorczymi m.in. Rafinerii Gdańskiej, Petrochemii Płock i Lotos Petrobaltic oraz należał do rad nadzorczych PLL LOT i CPN-Naftobazy.
W 2002 otrzymał Krzyż Kawalerski Orderu Odrodzenia Polski.